# Šurdovec
Šurdovec is een plaats in de gemeente Sveti Ivan Zelina in de Kroatische provincie Zagreb. De plaats telt 50 inwoners (2001).